# Scotts (Míchigan)
Scotts es un lugar designado por el censo ubicado en el condado de Kalamazoo en el estado estadounidense de Míchigan. En el Censo de 2020 tenía una población de 187 habitantes y una densidad poblacional de 296,83 habitantes por km². Fue incluido como CDP en el censo de 2020. 

## Geografía
Scotts se encuentra ubicado en las coordenadas 42°11′45″N 85°24′47″O / 42.19583, -85.41306. Según la Oficina del Censo de los Estados Unidos,  tiene una superficie total de 0,63 km², todos correspondientes a tierra firme.